# いわみ型巡視船
いわみ型巡視船（いわみがたじゅんしせん、英語: Iwami-class patrol vessel）は、海上保安庁の巡視船の船級。分類上はPL（Patrol vessel Large）型、公称船型は1,000トン型。建造費用は56億円。

## 来歴
1970年代の海上保安庁は、昭和52年度補正計画から昭和55年度計画にかけて1,000トン型PL（しれとこ型）28隻を建造し、排他的経済水域の制定に伴う新海洋秩序時代の到来に対応できる勢力を確立した。これは大型巡視船としては異例の大規模整備であったが、2000年代から2010年代にかけて相次いで耐用年数を迎えることから更新が必要とされていた。
2000年代、1,000トン型PLとしては平成14・15年度では高速高機能大型巡視船（あそ型）、平成17年度以降は拠点機能強化型巡視船（はてるま型）と、いずれも従来の系譜とは異なり警備能力を重視した滑走船型の高速船が建造されていた。特にはてるま型はしれとこ型の代船としての量産も期待された。しかしこれらの高速巡視船は、高速航行時の運動性は優れていたものの、特にフィンスタビライザーの効果が落ちる低速・停船時の動揺が大きく、また船殻軽量化のため船型を切り詰めたために船内容積や航続力の面で妥協した部分も多かった。一方のしれとこ型は汎用型として警備・救難のいずれにも用いられていたことから、これらの警備型巡視船では代船として不安が残った。
このことから平成21年度補正計画では、速力の要求を緩和した汎用型としてくにがみ型が建造された。しかし「くにがみ」型は汎用性を求めた結果として建造費が74億円（はてるま型の5割増）と高騰したことから、しれとこ型の代船としての量産は困難と考えられた。このことから多少のスペックダウンとトレードオフで建造費低減を図ったのが本型である。
平成22年度補正予算で2隻、平成23年度第1次補正予算で2隻、平成23年度第3次補正予算で2隻建造され、平成25年度概算要求で4隻の建造が請求されたが、2013年1月に尖閣諸島の警備に専従する部隊の創設が決定されたことにより、この任務にはいわみ型では機能的に不足であると判断されたことからいわみ型の建造を中止し、くにがみ型の建造を再開してこれに充当することになり、平成25年度概算要求による建造は実施されなかった。「くにがみ」型の建造は平成25年度概算要求を前倒しし、平成24年度予備費および補正計画、平成25年度補正計画で、計16隻が追加建造され、2014年から2017年にかけて相次いで就役した。

## 設計

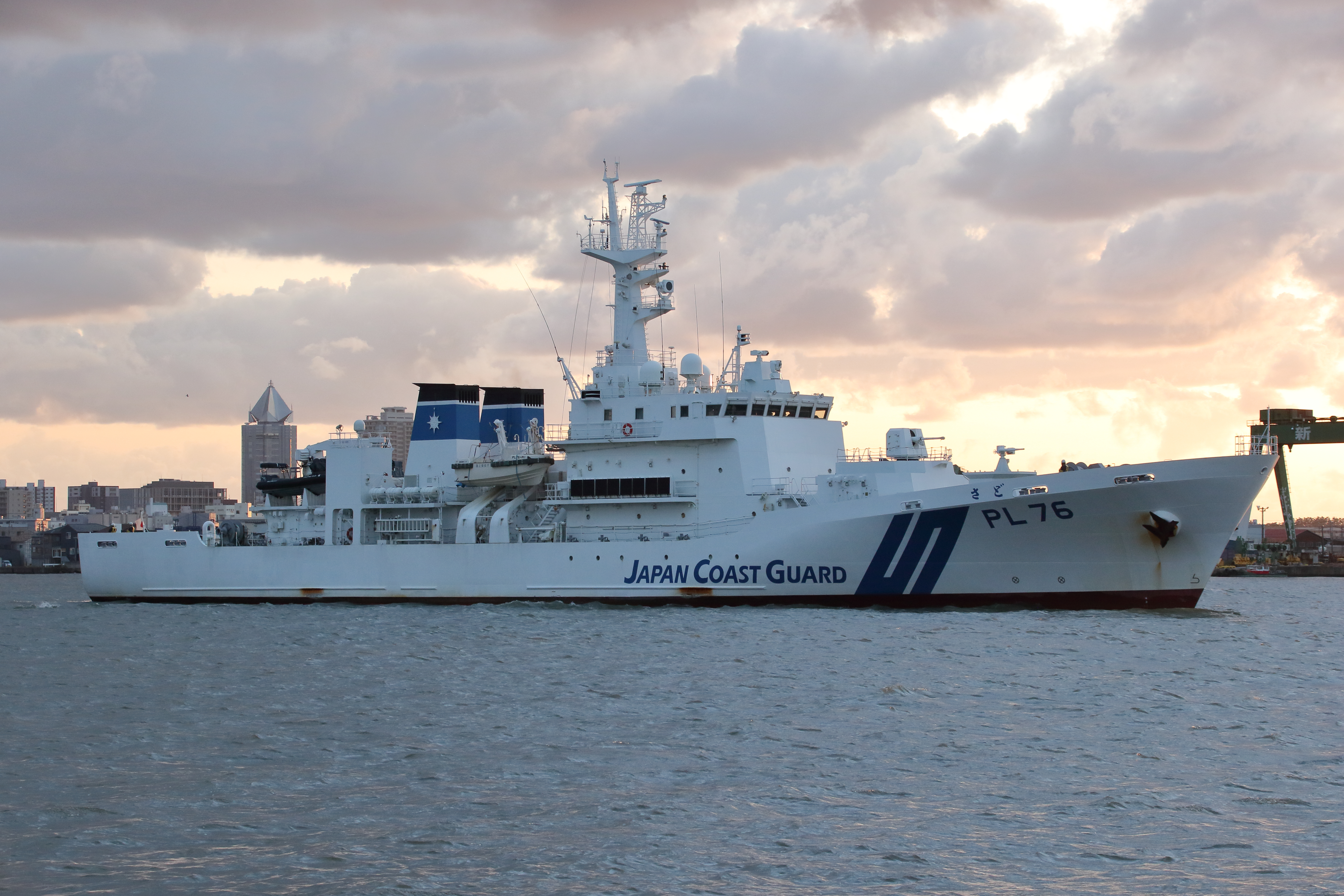
「さど」

水線下形状は排水量型、船質は鋼といずれもくにがみ型と同様従来の方式に回帰している。また船首にはバルバス・バウが付された。船型は全通船楼型（遮波甲板型）である。コスト低減のため航空運用能力が省かれているが、要救助者の移送や遭難船の曳航などの作業に備えて、船尾甲板は極力クリアにデザインされた。また航空運用能力の廃止に伴い、フィンスタビライザーも省かれたが、船橋構造物直後から煙突直後にかけてビルジキールが設置され、在来船よりも幅広とされた。主船体は高張力鋼および軟鋼、上部構造物はアルミニウム合金製として軽量化を図っている。
船橋の配置はくにがみ型と同様で指揮機能の集約を図っており、船橋に機関管制盤2基を配置したほか、操舵室の後方にはOIC（Operation Information Center）室が配置され、通信区画や武器管制区画が設けられている。
コスト低減のためくにがみ型よりも更に速力の要求が緩和されたことから、主機関ヤンマー8N330-UW(単機出力4,000馬力)を2基搭載した。推進器は可変ピッチ・プロペラである。出入港などに備えてバウスラスターを2基備えた。なお舷側排気ではなく煙突を備えているのはくにがみ型と同様だが、曳航時の後方視界確保のため、おじか型と同様に左右2本に分離する方式に改められた。なお本型では行動不能に陥った大型タンカーなどの曳航を想定し、陸岸曳引力45トンという、極めて強力な曳航能力を備えている。

## 装備
主兵装ははてるま型と同様、赤外線捜索監視装置との連接によって射撃管制機能（FCS）を備えたブッシュマスターII 30mm機銃とされた。
また操舵室上には射撃指揮に用いられる赤外線捜索監視装置とともに、遠隔監視採証装置も設置されている。
なお機銃の前方に高圧放水銃を備えるのは、はてるま型・くにがみ型と同様である。これは消防船「ひりゆう」が船橋上に装備しているものをもとに多少圧力を高めて使用しており、放水能力は毎分2万リットルに達する。消火用とともに非致死性兵器としての性格もある。
搭載艇としては、煙突の前方両舷に高速警備救難艇を計2隻、後方には複合艇を1隻(1・2番船)又は2隻（3番船以降）搭載した。
防災のため海上での油流出事故に対応するための設備を有している。また平成23年度第3次補正計画分2隻（5・6番船）は災害対応能力強化型とされ、後に第1次補正計画分2隻（3・4番船）も同規格に設計変更された。これは東日本大震災に対する支援活動の教訓を踏まえたもので、造水装置の能力を強化するとともに給水装置と給油装置、更に荷役用として大型の多目的クレーンを追加した。

## 同型船
平成25年度予算概算要求では領海警備機能強化のため搭載艇数を6隻に強化したタイプ4隻（４隻約188億円）が盛り込まれていたが、度重なる高規格化の弊害により船価が上昇傾向となり、また尖閣領海警備専従体制の構築が優先されたことから取り消され、平成24年度予備費と補正予算は本型より汎用性の高いくにがみ型10隻の建造予算が計上された。これにより、本型は6隻で一旦建造打ち切りとなっていたが、令和6年度予算にて要求されているPL型の内、1隻の建造（ヘリ甲板無し、要求額約89億円で参考写真として「いわみ」型が掲載）が要求されており、建造が再開される見込みである。
| 計画年度            | 船番号 | 船名     | 建造所               | 起工          | 進水          | 就役/配属替え | 配属先           | その後                 |
| ------------------- | ------ | -------- | -------------------- | ------------- | ------------- | ------------- | ---------------- | ---------------------- |
| 平成22年度補正予算  | PL-71  | いわみ   | 三菱重工業下関造船所 | 2012年6月25日 | 2013年5月9日  | 2013年9月27日 | 浜田(第八管区)   |                        |
| 平成22年度補正予算  | PL-72  | れぶん   | 三菱重工業下関造船所 | 2012年6月25日 | 2013年6月25日 | 2014年1月30日 | 稚内(第一管区)   |                        |
| 平成22年度補正予算  | PL-72  | れぶん   | 三菱重工業下関造船所 | 2012年6月25日 | 2013年6月25日 | 2016年9月26日 | 室蘭(第一管区)   |                        |
| 平成23年度第1次補正 | PL-73  | きい     | 三井造船玉野事業所   | 2013年3月5日  | 2013年11月7日 | 2014年7月31日 | 和歌山(第五管区) |                        |
| 平成23年度第1次補正 | PL-74  | まつしま | 三井造船玉野事業所   | 2013年3月5日  | 2014年2月13日 | 2014年9月30日 | 宮城(第二管区)   |                        |
| 平成23年度第3次補正 | PL-75  | わかさ   | 三井造船玉野事業所   | 2012年3月9日  | 2014年5月27日 | 2015年2月26日 | 舞鶴 (第八管区)  | 配属替えに伴い船名変更 |
| 平成23年度第3次補正 | PL-75  | のと     | 三井造船玉野事業所   | 2012年3月9日  | 2014年5月27日 | 2023年1月14日 | 金沢(第九管区)   |                        |
| 平成23年度第3次補正 | PL-76  | さど     | 三井造船玉野事業所   | 2012年3月9日  | 2014年9月3日  | 2015年2月26日 | 新潟(第九管区)   |                        |
| 令和6年度           | PL-    |          | 三菱重工業下関造船所 |               |               | 2027年度予定  |                  |                        |